# Буття 1:4

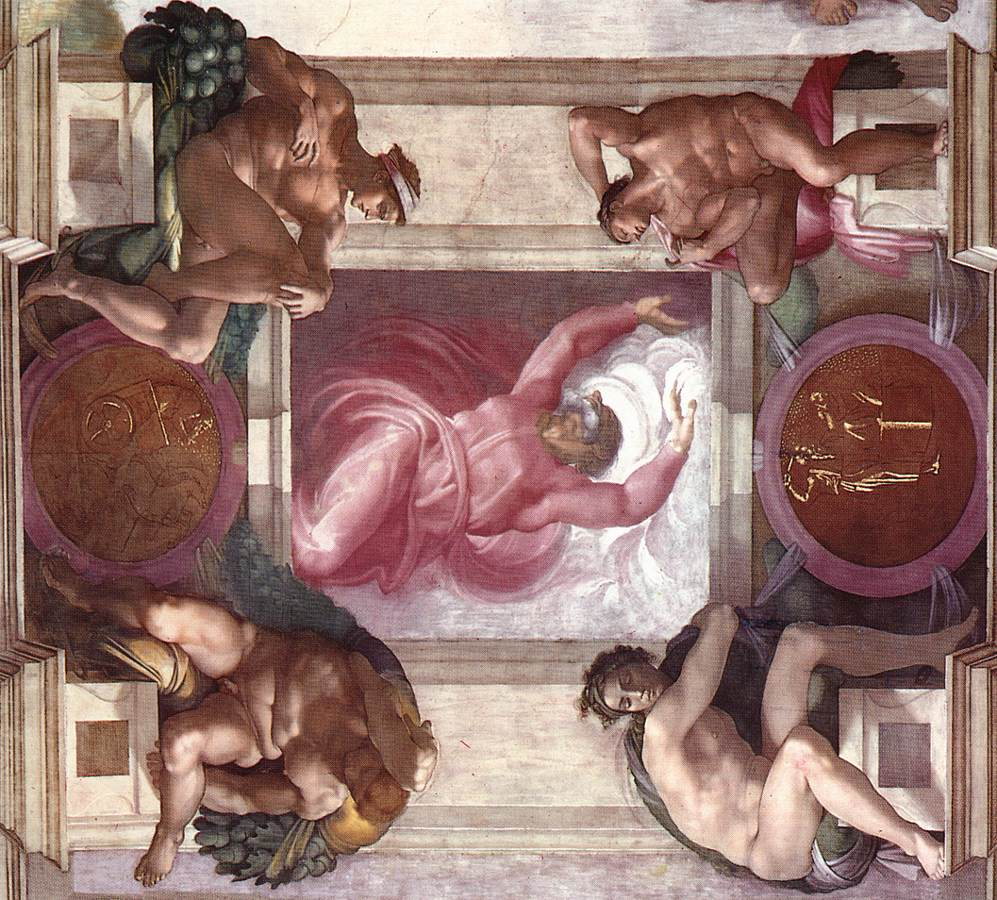
Фреска Мікеланджело «Відділення світла від темряви» 1512 року, що знаходиться у Сикстинській капелі.

Буття 1:4 («І побачив Бог світло, що добре воно, — і Бог відділив світло від темряви») — четвертий вірш першого розділу Книги Буття у Біблії, де продовжується історія про створення світу. Ключовими теологічними поняттями вірша є «бачити», «світло», «темрява», «добрий», «відділити».
«Побачив» традиційно тлумачиться як умоглядне споглядання (ібн Езра). Твердження про світло як «добре» є схваленням від Бога, певним підсумком творчого акту, задоволенням від результату творіння, а також вводить у біблійний текст категорії доцільності, користі і краси (Василій Великий, теологічна естетика). Рамбан також розділяє «сказав» і «побачив» як акт творіння речі і акт утвердження постійності речі відповідно.
Акт відділення дуже важливий у першому розділі Книги Буття: це один зі способів творіння Богом світу. Ібн Езра розуміє відділення як акт давання імені. Овадія Сфорно наголошує на дії волі Бога у цьому процесі — періоди світла і темряви до появи світил змінюються волею Бога, а не визначеною необхідністю. Рамбан стверджує, що тут мова йде не про ту темряву, про яку йдеться у Буття 1:1, яку він розуміє як першоелемент, а про темряву як період відсутності світла. Він же вперше акцентує на тому, що в перший день творіння було створено час, що сучасними академічними коментаторами було згодом розвинено в концепцію створення і освячення часу, як основним результатом першого дня творіння (Віктор Гамільтон, Джон Волтон).
Згідно документальної гіпотези автором цього тексту є Жрець (жрецький кодекс).

## Текст
Вірш у масоретському тексті складається з 12 слів:
| WLC: з оголосом     | וַיַּ֧רְא אֱלֹהִ֛ים אֶת־הָאֹ֖ור כִּי־טֹ֑וב וַיַּבְדֵּ֣ל אֱלֹהִ֔ים בֵּ֥ין הָאֹ֖ור וּבֵ֥ין הַחֹֽשֶׁךְ׃                 |
| WLC: без оголосу    | וירא אלהים את־האור כי־טוב ויבדל אלהים בין האור ובין החשך׃                 |
| WLC: транслітерація | Vayar Elohim et-ha'or ki-tov vayavdel Elohim beyn ha'or uveyn hachoshech. |
| AC                  | ד וירא אלהים את האור כי טוב ויבדל אלהים בין האור ובין החשך                |

### Лінгвістичний аналіз
Порядок слів у перекладі може бути змінено відповідно до єврейського тексту.
| Стронґ | Іврит | Транскрипція | Українська (Огієнко) | Англійська (KJB) | Граматика  |
| ------ | ----- | ------------ | -------------------- | ---------------- | ---------- |
| 7200   | וַיַּ֧רְא  | way-yar      | І побачив            | and saw          | дієслово   |
| 430    | אֱלֹהִ֛ים | ’ĕ-lō-hîm    | Бог                  | God              | іменник    |
| 853    | אֶת־   | ’eṯ-         |                      | -                | акузатив   |
| 216    | הָא֖וֹר  | hā-’ō-wr     | світло,              | the light        | іменник    |
| 3588   | כִּי־   | kî-          | що                   | that             | сполучник  |
| 2896   | ט֑וֹב   | ṭō-wḇ;       | добре [воно], —      | [it was] good    | прикметник |
| 914    | וַיַּבְדֵּ֣ל | way-yaḇ-dêl  | і відділив           | and divided      | дієслово   |
| 430    | אֱלֹהִ֔ים | ’ĕ-lō-hîm,   | Бог                  | God              | іменник    |
| 996    | בֵּ֥ין   | bên          |                      | a space between  | прийменник |
| 216    | הָא֖וֹר  | hā-’ō-wr     | світло               | the light        | іменник    |
| 996    | וּבֵ֥ין  | ū-ḇên        | від                  | and between      | прийменник |
| 2822   | הַחֹֽשֶׁךְ׃ | ha-ḥō-šeḵ.   | темряви.             | the darkness     | іменник    |

### Переклади
| Час            | Мова                | Назва видання            | Текст перекладу                                                                                        |
| -------------- | ------------------- | ------------------------ | --- |
| 250-50 до Р.Х. | давньогрецька       | Септуаґінта              | καὶ εἶδεν ὁ θεὸς τὸ φῶς ὅτι καλόν. καὶ διεχώρισεν ὁ θεὸς ἀνὰ μέσον τοῦ φωτὸς καὶ ἀνὰ μέσον τοῦ σκότους |
| бл. 110        | арамейська          | Таргум Онкелоса          | וַחֲזָא יְיָ יָת נְהוֹרָא אֲרֵי טָב וְאַפְרֵישׁ יְיָ בֵּין נְהוֹרָא וּבֵין חֲשׁוֹכָא׃                                                |
| 390-405        | латина              | Вульґата                 | et vidit Deus lucem quod esset bona et divisit lucem ac tenebras                                       |
| 1581           | церковнослов'янська | Острозька Біблія         | и видҍ б~ъ свҍтъ яко добро. и разлучи б~ъ между свҍтом и между тмою.                                   |
| 1611           | англійська          | Біблія короля Якова      | And God saw the light, that it was good: and God divided the light from the darkness.                  |
| 1868           | російська           | Синодальний переклад     | И увидел Бог свет, что он хорош, и отделил Бог свет от тьмы.                                           |
| 1903           | українська          | Переклад П.Куліша та ін. | І бачив Бог сьвіт, що воно добре; та й розлучив сьвіт із темрявою.                                     |
| 1962           | українська          | Переклад І. Огієнка      | І побачив Бог світло, що добре воно, — і Бог відділив світло від те́мряви.                              |
| 1963           | українська          | Переклад І. Хоменка      | І побачив Бог світло, що воно добре та й відділив Бог світло від темряви.                              |
| 1997           | українська          | Переклад Р. Турконяка    | І побачив Бог світло, що добре. І розділив Бог між світлом і між темрявою.                             |
| 2016           | українська          | Новий переклад УБТ       | Побачив Бог світло, бо воно добре, – і відділив Бог світло від темряви.                                |

## Паралельні місця
Основні біблійні паралельні місця до цього вірша: «Тебе, Господи, славити будуть усі Твої творива, а святі Твої Тебе благословлятимуть, про славу Царства Твого звіщатимуть, про могутність Твою говоритимуть…» (Псалми 145:9-10), «Я, що світло формую та темність творю, чиню мир і недолю творю, Я Господь, Який робить це все!» (Ісая 45:7), «І я побачив, що є перевага у мудрости над глупотою, як є перевага у світла над темрявою…» (Еклезіаст 2:13), «І світло солодке, і добре очам сонце бачити…» (Еклезіаст 11:7).

### Класичні християнські

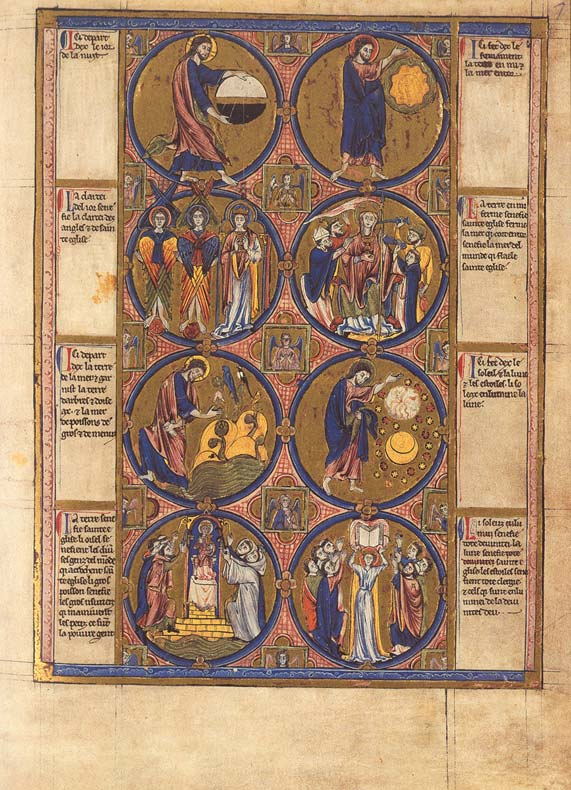
Середньовічний ілюмінований манускрипт (бл. 1250) з ілюстрацією вірша.

#### Василій Кесарійський (329-379)
Василій Кесарійський у «Гоміліях на Шестиднев» наголошує на «добротності» та красі світла. Людський розум судить через очі, і якщо красу людського тіла можна оцінити із гармонійних співвідношень його частин, то просте й однорідне світло є добром і красою по-іншому. Світло має гармонійні співвідношення не стосовно власних частин, а стосовно безболісної та приємної дії на очі, як і, наприклад, золото або вечірня зоря. Василій стверджує, що Бог тут вперше свідчить про красу (теологічна естетика), але не в сенсі приємності для зору (людських очей тоді ще й не було), а в сенсі корисності світла.

#### Амвросій Медіоланський (340-397)
Амвросій Медіоланський у своєму «Шестидневі» пише: «Бог знає, яким буде світ у майбутньому, і що майбутнє творіння буде майже досконалим. Він хвалить те, що вже існує на цю мить, у самому початку творіння, бо зарання знає його кінець».

#### Августин Іппонійський (354-430)
Августин Аврелій розуміє цей вірш не як вираження радості від створення добра, а як схвалення творіння. Він також говорить, що хоч людська мова дуже обмежена для передачі цих подій, але було підібрано найкращі можливі відповідники: «Слово «сказав» дає зрозуміти Його владу, слово «стало» — Його могутність, а слово «добре» — Його благовоління, і так ці невимовні дії були виражені людям, щоби слугувати всім на користь» («Про буквальний зміст Книги Буття»). У праці «Про Книгу Буття проти маніхеїв» Августин повторює, що цей вірш означає не те, що Бог зрадів досі незвіданому благу, а що Він був задоволений здійсненим благом.

### Класичні єврейські

#### Раші (1040-1105)
Раші в коментарях до цього вірша цитує Агаду: «Він побачив, що не варто злим користуватися ним [світлом], тож відділив його для праведників. Пряме значення таке: Він побачив, що світло добре, і не сподобалося йому, щоби користувалися ним у змішаному вигляді, тож Він постановив, що областю світла буде день, а областю темряви — ніч» (Хагіга 12а; Берешит рабба 12:6, 3:6, 3:9).

#### Ібн Езра (1089—1067)
Лінгвістичний коментатор Авраам ібн Езра наголошує, що «побачив» означає умоглядність, а не зір у буквальному значенні, і на підтвердження наводить біблійну паралель: «І я побачив, що є перевага у мудрости над глупотою, як є перевага у світла над темрявою…» (Еклезіаст 2:13). Також ібн Езра акцентує, що акт відділення («відділив») — це акт давання імен.

#### Рамбан (1194-1270)
Кабалістичний коментатор Рамбан критикує тлумачення Раші та ібн Езри. На його думку, якби їхні слова були правильними, то виглядало б, що Бог спершу створив, а потім обдумав, ніби Він спершу сказав «нехай буде світло», а потім, коли побачив, що світло добре, то відділив його від темряви — немов людина, котра не знає чи доброю є річ, доки та не почала існувати. Рамбан натомість стверджує, що створення речей називається говорінням (аміра), а постійність створених речей називається баченням (рейя).
Бачення передбачає, що речі існують по волі Бога, і якщо ця воля хоч на мить від них відділиться, то вони перетворяться на ніщо. Тобто в тих місцях, де говориться «і побачив Бог, що добре», мається на увазі, що Бог побажав після створення зберегти це назавжди. Вірш стосується лише світла, що особливо підкреслено, аби не виникла думка, що «і побачив Бог, що добре» стосується також створеного перед цим неба і землі. Оскільки первісні небо і земля не збереглися незмінними, а стали просто матеріалом для подальшого творіння: з них була створена твердь, суходіл тощо, і кожне з цим творінь окремо назавжди утверджувалося фразою «і побачив Бог, що це добре».
Фраза «Бог відділив світло від темряви» стосується не тієї темряви, яка згадується у першому вірші і, на думку Рамбана, співвідноситься з першоелементом вогню. Тут говориться про темряву як про відсутність світла: Бог назначив світлу певний проміжок часу і наказав бути відсутнім після його завершення і до повернення. Світло ж було створене перед обличчям Бога, але не поширювалося на першоелементи, і тоді Бог відділив його від темряви, назначивши кожному певний проміжок часу (Буття 1:5). Світло лишалося перед обличчям Богом усю ніч, а потім вранці Він змусив його освітлювати першоелементи — так Рамбан пояснює те, що спершу була ніч, а потім день, хоча світло було створене раніше цього поділу.
Також Рамбан зазначає, що коли з нічого виникли первісні небо і земля (Буття 1:1), то виник і час. Хоча наш людський час, який складається з годин і хвилин, вимірюється періодами світла і темряви, але у створенні світла час почався із появою першої матерії.

#### Сфорно (1475-1550)
Овадія Сфорно пише, що Бог побачив і обрав існування світла, оскільки його призначення є благим, заради якого Бог і створив світло своїм активним розумом. Світло від темряви було відділено волею Бога, тож у часи цього первісного світла темний і світлий час змінювався не за законом кругообігу, а за волею Бога.

### Сучасні християнські та академічні

#### Віктор Гамільтон (нар. 1941)
Віктор Гамільтон докладно аналізує уривок у своїй праці «Книга Буття 1-17» (1990). Цей вірш логічно продовжує Буття 1:3, оскільки А може бути відділено від Б лише якщо обоє вже існують. Відділення тут означає не відділення один від одного, не поділ, а призначення кожної частини до певної сфери і місця. Праця Бога у першому розділі Буття — часто є працею відділення. Дієслово вживається у розділі 5 разів: раз стосовно світла і темряви, двічі стосовно тверді небесної і двічі стосовно світил. Гамільтон цитує А. Капелруда, котрий вважав, що є навмисна причина вживання цього слова на початку Книги Буття так часто (далі у книзі воно не вживається взагалі): оскільки історія була написана євреями у вигнанні, які гостро відчували небезпеку пошкодження своєї віри у ворожому оточенні, то таке поширення дієслова «відділив» було завуальованим закликом до юдеїв відділяти себе від поган, уникати будь-якого змішування з невірними. Гамільтон називає такий погляд простим припущенням, а не екзегезою. На початку Книги Буття помітна різниця між корисним і згубним відділенням. Під час творіння існує відділення задля порядку: світла від темряви, верхніх вод від нижніх вод, дня від ночі, жінки від чоловіка. У гріху натомість існує відділення, що веде до безладу: відділення чоловіка й жінки від Бога, чоловіка від жінки, людини від саду. Основна різниця між двома типа відділення полягає в тому, що позитивному відділенню передує схвальне твердження «і побачив Бог, що добре це» (або слідує за відділенням). У випадку зі світлом схвальне твердження передує для підкреслення того, що добрим є саме світло, а не створення часових періодів світла і темряви.
Важливо правильно розуміти події першого дня у порівнянні з наступними днями. Першим творінням Бога, на думку Віктора Гамільтона, є створення часу (Буття 1:3-5), а Його другим творінням — створення простору (Буття 1:6-10). Не можна не помітити, що історія про творіння починається у контексті часу і завершується (Буття 2:1-3) поверненням до цієї ж категорії оповіддю про день відпочинку. Цивілізації із циклічним розумінням часу зазвичай не освячували категорію часу, а натомість освячували простір. Освячення ж часу у Книзі Буття навіть більш виділяється, ніж освячення простору (власне, перша згадка про святість простору міститься лише у Вих. 3:5: «те місце, на якому стоїш ти, земля це свята!»).
Інший цікавий момент цього фрагменту — існування світла (і дня) ще до існування сонця, яке з’явиться лише через три дні. Створення світла передбачає створення світил і, зрештою, відділення світла від темряви здійснюватимуть небесні світила (Буття 1:18), тобто автор пише про існування світла, джерелом якого впродовж перших трьох днів було не сонце.

#### Джон Волтон (нар. 1952)
Джон Волтон у своїй книзі «Втрачений світ Буття 1» (2009) пише, що на стародавньому Близькому Сході світло ніколи не вважалося матеріальним об’єктом, на відміну від нашої сучасної фізики. Світло і темрява мислилися як стан (condition), тож створення світла не вважалося матеріальною дією. Він відстоює думку, що «світло» — це «період світла», і звідси пояснює, що відділення світла від темряви — це відділення періоду світла від періоду темряви, чим повторює думки середньовічного коментатора Рамбана. Якщо сприймати світло і темряву як матеріальні об’єкти, то їхнє відділення один від одного виглядає абсурдно, адже вони не можуть існувати у змішаному вигляді. Тож мова йде саме про періоди. За цією логікою стають більш зрозумілими називання світла днем, а темряви ніччю у Бутті 1:5. Звідси ж випливає і переконання Джона Волтона, що у перший день насправді описується створення часу (ця думка теж присутня у Рамбана), оскільки час розуміється як зміна періодів світла на періоди темряви. Це акт створення, але творіння світла є створенням не матеріального об’єкта, а функції.

## Культура

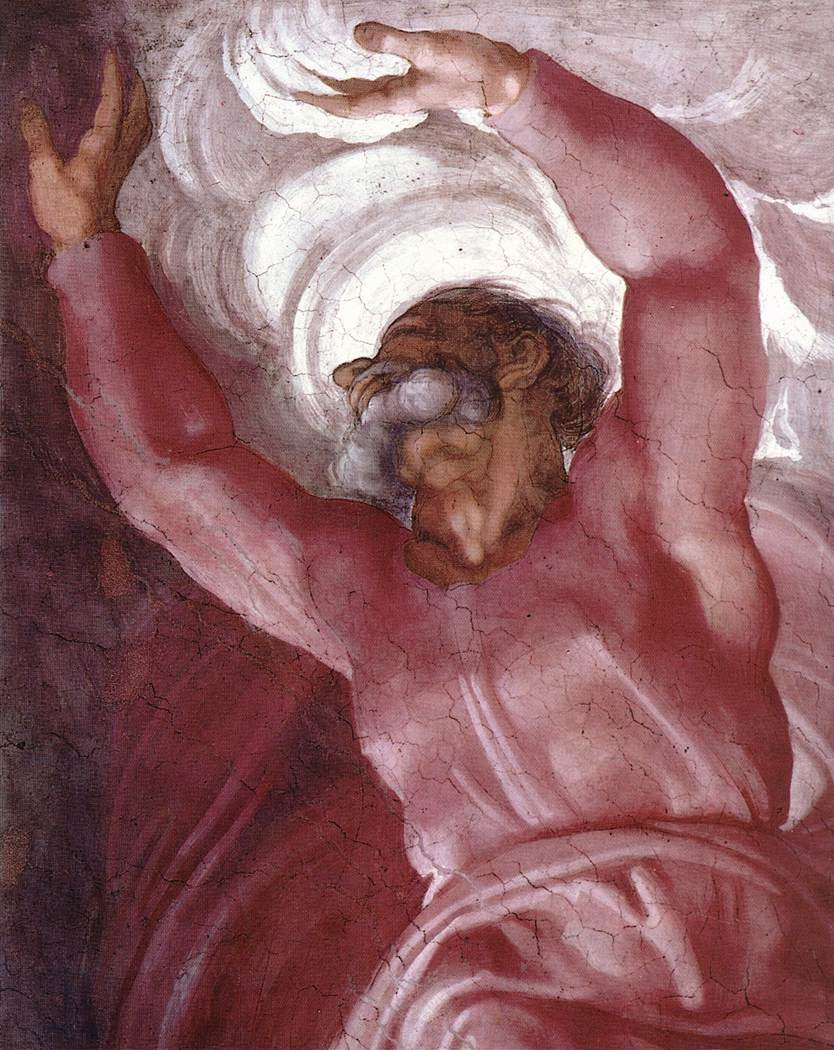
Центральний фрагмент фрески «Відділення світла від темряви», де зображено Бога.

### Образотворче мистецтво
Цьому віршу присвячена відома фреска Мікеланджело «Відділення світла від темряви» на стелі Сикстинської капели (Ватикан), створена ним близько 1512 року.
Існувала однойменна фреска Рафаеля (1483-1520), а також кольорові гравюри (Джованні Оттавіані) та рисунки (Джованні Пенні) за нею.